# Rita da Cascia (miniserie televisiva)
Rita da Cascia è una miniserie televisiva italo-anglo-tedesca del 2004, che narra la vita di Santa Rita da Cascia.

## Descrizione
Rita da Cascia è una coproduzione internazionale realizzata da RTI, Lux Vide, S&R Production in associazione con Blue Star Movies e Lux Vide GmbH. Il formato originario è quello della miniserie composta da 2 puntate dalla durata di 100 minuti ciascuna; in questo formato, Canale 5 ha trasmesso la fiction in prima visione TV il 26 e il 27 settembre 2004. In seguito, Mediaset ha riproposto la fiction in replica sia nel formato originario, sia in quello ridotto, ossia in una sola puntata dalla durata di 114 minuti.
La Lux Vide di Matilde e Luca Bernabei ha prodotto la fiction con il Patrocinio dell'Ordine Agostiniano a cui Santa Rita appartiene. La regia è di Giorgio Capitani. Gli attori protagonisti sono Vittoria Belvedere nel ruolo di Rita Lotti e
Martin Crewes nel ruolo di Paolo Mancini.